# Danny Bergara
Danny Bergara, all'anagrafe Daniel Alberto Bergara de Medina (Montevideo, 24 luglio 1942 – Inghilterra, 25 luglio 2007) è stato un allenatore di calcio e calciatore uruguaiano, di ruolo attaccante.

## Carriera

### Giocatore
Dopo aver giocato in patria in prima divisione per un quadriennio con il Racing Montevideo nel 1962, all'età di 20 anni, si trasferisce in Spagna al Maiorca, club di prima divisione; rimane al club delle Baleari anche nel biennio 1963-1965, trascorso integralmente in seconda divisione, e poi nuovamente in prima divisione nella stagione 1965-1966 (nella quale concluse con 13 reti il campionato, piazzandosi al quinto posto nella classifica marcatori); al termine della stagione 1966-1967, giocata nuovamente in seconda divisione, dopo un totale di 33 reti in 110 partite di campionato si trasferisce in prima divisione al Siviglia, con cui rimane per tre stagioni e mezzo totalizzando complessivamente 96 presenze e 35 reti in incontri di campionato tra prima e seconda divisione (categoria in cui con il club andaluso gioca unicamente nella stagione 1968-1969, nella quale vince peraltro il campionato). Si ritira all'età di 30 anni al termine della stagione 1971-1972, dopo aver giocato per una stagione e mezzo in terza divisione con la maglia del Tenerife.
In carriera ha totalizzato complessivamente 91 presenze e 36 reti nella prima divisione spagnola.

### Allenatore
Terminata la carriera si trasferisce in Inghilterra a seguito di sua moglie Jan, una guida turistica inglese che aveva conosciuto in Spagna. Oltremanica inizia anche ad allenare, a partire dal 1973; in particolare, dal 1973 al 1978 allena nelle giovanili del Luton Town, mentre dal 1978 al 1983 allena come vice allo Sheffield Utd. Nel 1984 diventa vice allenatore della nazionale del Brunei, mentre nel 1986 è per un breve periodo vice allenatore del Middlesbrough.
Ottiene la sua prima panchina con un ruolo da allenatore di una prima squadra all'inizio della stagione 1988-1989, al Rochdale, nella quarta divisione inglese; nel marzo del 1989 si dimette tuttavia dall'incarico per trasferirsi immediatamente allo Stockport County, altro club della medesima categoria. Qui, dopo aver concluso la stagione conquistando la salvezza, ottiene la qualificazione ai play-off nella stagione 1989-1990 e conquista invece la promozione in terza divisione (senza passare dai play-off, grazie ad un secondo posto in classifica in campionato, mancando la vittoria del campionato stesso per un solo punto) nella stagione 1990-1991.
Nella stagione 1991-1992 lo Stockport County da neopromosso si ritrova fin da inizio stagione tra le contendenti al titolo di terza divisione, finendo per qualificarsi ai play-off, nei quali perde però la finale a Wembley contro il Peterborough Utd: divenne così il primo allenatore nato al di fuori delle isole britanniche a condurre un club inglese in una finale a Wembley; pochi giorni più tardi, perde una seconda finale a Wembley: si tratta di quella del Football League Trohpy, contro lo Stoke City. Anche nella stagione 1992-1993 il club raggiunge (e perde) la finale di Football League Trophy, questa volta contro il Port Vale, club che tra l'altro si trova di fronte (uscendone nuovamente sconfitto) anche nella semifinale dei play-off. L'anno seguente lo Stockport County conduce un altro campionato di vertice, raggiungendo per la seconda volta in tre anni la finale dei play-off, in cui questa volta perde per 2-1 contro il Burnley. Bergara continua ad allenare il club anche nella stagione 1994-1995, nella quale si dimette però prima della fine del campionato.
Dopo una stagione come vice di David Pleat in prima divisione allo Sheffield Weds, Bergara nella stagione 1996-1997 allena il Rotherham Utd, in terza divisione; dopo una sola stagione lascia però il club e passa al Doncaster, altro club della medesima categoria, che però lo esonera pochi mesi dopo averlo assunto. All'inizio della stagione 1998-1999 si accasa infine al Grantham Town, club neopromosso nella Premier Division della Southern Football League (sesta divisione); dopo pochi mesi lascia però l'incarico, rimanendo comunque al club con un ruolo dirigenziale fino al termine della stagione. In seguito lavora anche come osservatore per il Sunderland, senza comunque ricoprire altri incarichi come allenatore.
Nel maggio del 2012, pochi anni dopo la sua morte, la tribuna principale di Edgeley Park (lo stadio dello Stockport County) è stata ribattezzata in suo onore Danny Bergara Stand.

## Palmarès

### Giocatore

#### Competizioni nazionali
- Segunda División: 2

Maiorca: 1964-1965
Siviglia: 1968-1969